# Цапин, Александр Иванович
Алекса́ндр Ива́нович Ца́пин (род. 1943) — генеральный директор ОАО Финансово-промышленная группа «Нижегородские автомобили», бывший депутат Государственной думы.
Родился 23 октября 1943 года в городе Выкса (ныне — Нижегородская область).
Окончил Горьковский политехнический институт по специальности «инженер-механик по комплексной автоматизации производства» в 1968 году.

## Трудовая деятельность
В 1962 году стал работать формовщиком на ГАЗе. После окончания института с 1968 года работал мастером на ГАЗе.
- С 1969 по 1971 год — офицер СА.
- С 1971 года — мастер, заместитель начальника цеха, начальник цеха
- С 1986 по 1990 год — секретарь парткома металлургического производства, затем заместитель секретаря парткома ГАЗа.
- С 1990 по 1993 год — заместитель генерального директора ПО (после приватизации — АО) «ГАЗ».

## Политическая деятельность
В 1993-1995 годах — депутат Государственной Думы Федерального Собрания РФ первого созыва, входил во фракцию «Яблоко», был членом Комитета по промышленности, строительству, транспорту и энергетике.
Является заместителем генерального директора ОАО «ГАЗ» по финансово-промышленной группе с 1996 года, членом правления ОАО «ГАЗ». Вице-президент Ассоциации финансово-промышленных групп; член Координационного совета при Государственной Думе РФ по законодательному регулированию деятельности ФПГ.
В марте 1998 года был избран депутатом Законодательного собрания Нижегородской области второго созыва, был председателем Комитета по промышленности и предпринимательству. 31 марта 2002 года избран депутатом областного Законодательного собрания третьего созыва, 4 апреля 2002 года на выборах председателя собрания во втором туре получил поддержку 18 из 41 депутата и уступил победу Е.Люлину, за которого проголосовал 21 депутат.
С июля 2009 по сентябрь 2010 год — Министр внутренней политики Нижегородской области.
С сентября 2010 по октябрь 2014 — Министр Правительства Нижегородской области — полномочный представитель Губернатора в Законодательном Собрании Нижегородской области.

## Личная жизнь
Женат, имеет двоих детей.

## Награды и премии
- орден «Знак Почёта»
- Почётный гражданин Нижегородской области (2018)